# デックスの恐竜図鑑
『デックスの恐竜図鑑』（デックスのきょうりゅうずかん、原題: Dino Dex）はJ・J・ジョンソン監修のカナダのテレビドラマ。『デイナの恐竜図鑑』（原題: Dino Dana）の続編として制作された。Shaw Rocket FundのサポートでAmazon Prime Video、Amazon Kids+、TVOkids、TFO、Knowledge Network向けに制作され、2024年10月20日に公開された。日本においては2025年4月20日より『デックスの恐竜図鑑』（原題: Dino Dex）というタイトルでNHK Eテレにおいて放送される事が決定した（2025年2月よりNHK BSプレミアム4Kで先行放送）。

## 概要
恐竜好きの姉デイナ・ジェインから弟のデックス（デクスター・ジェイン）が開くと現実の世界に恐竜が現れる「恐竜図鑑」を引き継ぐ。近所に住む「石」が大好きなケイラとともに2人一緒に恐竜調査へと乗り出し、デックスの父アーマンに作ってもらった「恐竜リュック」を用いて恐竜へと変身をして、デックスとケイラはたくさんの「不思議」を解き明かす。

## 登場人物
（この節の出典）

### 主人公
- デックス / デクスター・ジェイン (Dex / Dexter Jain)
  - 演: フアン・パブロ・ロメロ[2][5]、声: 比護あかね[2][5]
  - 本作の主人公[2][5]。姉譲りの好奇心旺盛な性格で恐竜が大好き[2][5]。姉のデイナ・ジェインから「恐竜図鑑」を引き継ぐ[2][5]。前作デイナの恐竜図鑑シーズン3第1話「新しい命(前編/後編)」より登場[7]。
- ケイラ（Kayla）
  - 演: アナ・ビクトリア・ディナポ[2][5]、声: 林柚月[2][5]
  - ジェイン家の近所に住んでいる[2][5]。「石」が大好き[2][5]。

### ジェイン家
- デイナ・ジェイン (Dana Jain)
  - 演: ミケーラ・ルーチ（英語版）[2][5]、声: 和多田美咲[2][5]
  - デックスの姉でデックスに「恐竜図鑑」を引き継ぐ[5]。恐竜の発掘作業に参加するため、家を離れることとなる[5]。
- サーラ・ジェイン (Saara Jain)
  - 演: サーラ・チャウドリー（英語版）[2][5]、声: 新田恵海[2][5]
  - デイナの義理の姉[5]。進学をするために家を離れている[5]。
- エバ・ジェイン (Eva Jain)
  - 演: ニコラ・コレイア＝ダミュード（英語版）[2][5]、声: うえだ星子[2][5]
  - デックスとデイナの母でサーラの義母[5]。動物病院に勤めており、動物についての知識を多く持っている[5]。
- アーマン・ジェイン (Aman Jain)
  - 演: アーミッシュ・パテル[2][5]、声: 小松史法[2][5]
  - デックスとサーラの父でデイナの義父[5]。手芸や工作が得意でデックス達のために恐竜グッズを作ってくれる[5]。
- ラフィおじさん (Uncle Ravi)
  - 演: アリ・ハッサン（英語版）、声: 遠藤純一[8]
  - アーマン（デックスの父親）の兄弟でデックスのおじ[9]。

### ケイラの家族
- ケイラのママ（Kayla's Mom）
  - 演: ジョゼッテ・ジョルジ[10]、声: 斉藤梨絵[10]
  - ケイラの母[6]。
- ケイシー（Kasey）
  - 演: ブリーズ・ダンゴ[11]、声: 久野美咲[11]
  - ケイラの妹[12]。

### その他の登場人物
- ライフガード（Lifeguard）
  - 演: ハディエル・ダウリン[10]、声: 笹原翔太[10]
  - シーズン1第3話Aパート「プールでクーンクーン」で登場したライフガード[13]。
- ライリー (Riley)
  - 演: ミリー・デイヴィス（英語版）、声: 下地紫野[14]
  - デイナの友人[15]。

### ダンの恐竜図鑑にも登場していた人物
- カリー (Ms Currie)[16]
  - 演: ジェイン・イーストウッド、声: 寺内よりえ

- ダン・ヘンダーソン (Dan Henderson)
  - 演: ジェイソン・スペヴァック、声: 宮瀬尚也[17]
- トレック・ヘンダーソン (Trek Henderson)
  - 演: トレック・ブチーノ、声: 榊原優希

## 放送
- シーズン1先行放送
  - 16:35 より不定期放送[2]
  - NHK BSプレミアム4K 2025年2月17日 - 2025年3月6日
- シーズン1
  - 日曜日 17:25 - 17:50[2]
  - NHK Eテレ 2025年4月20日 -

### 日本語版制作
- 翻訳：大川直美、光瀬憲子
- 翻訳協力：福井県立恐竜博物館
- 演出：カーフット善
- 音声：中倉泉
- プロデューサー：岡田洋平
- 制作統括：林貴子、渡辺聡

### オリジナルスタッフ
- 企画：J・J・ジョンソン[18][19][20]

- 脚本：J・J・ジョンソン、ジョーン・ディグバ、キルステン・ブラス、クリスティン・シムズ、ジョエル・バクストン、アレックス・カブレラ・アラゴン、ローリー・エリオット、デズモンド・サージェント、アディソン・ホリー、セレスト・クーン、アーミッシュ・パテル、ミケーラ・フリカーノ、オフィラ・ケイロフ、マデリーン・パットン、エイミー・ブラウン

- 演出：J・J・ジョンソン、ジョー・キーツァク、アランナ・ハルキン、ショーン・ジェラード、ファラン・モラディ、マーズ・ホロドゥスキ、クリスティン・シムズ、マティアス・ホルヘイガー、エミリー・レナー・ウォレス

- 制作：SINKING SHIP ENTERTAINMENT

## エピソード

### シーズン概要
| シーズン | シーズン | カナダ         | カナダ         | 日本           | 日本           |
| シーズン | シーズン | 初回放送日     | 最終放送日     | 初回放送日     | 最終放送日     |
| -------- | -------- | -------------- | -------------- | -------------- | -------------- |
|          | 1        | 2024年10月20日 | 2024年10月20日 | 2025年04月20日 | 2025年07月13日 |

### シーズン1
| 話数 | 日本語版タイトル                 | 原題                         | 初放送日 (JST) | 出典   |
| ---- | -------------------------------- | ---------------------------- | -------------- | ------ |
| 1    | ほんとうのTレックス(前編/後編)   | Chickensaurus Rex            | 2025年04月20日 | [ 23 ] |
| 2    | ドロボウは助け合う?              | Thief or Thieves             | 2025年04月27日 | [ 24 ] |
| 2    | 恐竜のシッポ切り                 | A Dino Tail                  | 2025年04月27日 | [ 24 ] |
| 3    | プールでクーンクーン             | Dino Deep End                | 2025年05月04日 | [ 25 ] |
| 3    | カラフルな世界                   | Dino Dress Up                | 2025年05月04日 | [ 25 ] |
| 4    | ロックガールと恐竜ボーイ         | Super Dinos                  | 2025年05月11日 | [ 12 ] |
| 4    | 真夜中のシュブウイア             | Are You Afraid of the Dinos? | 2025年05月11日 | [ 12 ] |
| 5    | トリケラトプスの独り立ち         | Not so Empty Nest            | 2025年05月18日 | [ 26 ] |
| 5    | 石のお味は?                      | Rock Paper Dinos             | 2025年05月18日 | [ 26 ] |
| 6    | 恐竜タッチダウン                 | Dino Touchdown               | 2025年05月25日 | [ 9 ]  |
| 6    | 似た鳥探し                       | Free as a Dino               | 2025年05月25日 | [ 9 ]  |
| 7    | 親離れの準備                     | Jealousaurus                 | 2025年06月01日 | [ 27 ] |
| 7    | 星降る夜に                       | Dino in The Dark             | 2025年06月01日 | [ 27 ] |
| 8    | ダチョウの卵を取り戻せ           | Dino-napped                  | 2025年06月08日 | [ 28 ] |
| 8    | こっちのユニコーン               | Uni-bully                    | 2025年06月08日 | [ 28 ] |
| 9    | ぶつかり合いの極意               | Bumper Dinos                 | 2025年06月15日 | [ 29 ] |
| 9    | ぴったりなペット                 | My Prehistoric Pet           | 2025年06月15日 | [ 29 ] |
| 10   | 声にならない                     | Missed Signals               | 2025年06月22日 | [ 16 ] |
| 10   | 恐竜ガーデニング                 | Megafauna Mystery            | 2025年06月22日 | [ 16 ] |
| 11   | ミクロの探検隊                   | Dino Bodies                  | 2025年06月29日 | [ 30 ] |
| 11   | 肉食同盟                         | Dino Squads                  | 2025年06月29日 | [ 30 ] |
| 12   | 哺乳類(ほにゅうるい)ゲーム       | House of The Mammal          | 2025年07月06日 | [ 15 ] |
| 12   | 白紙の絵本                       | Dino World                   | 2025年07月06日 | [ 15 ] |
| 13   | 海底調査だヨ!全員集合(前編/後編) | Dino Discovery               | 2025年07月13日 | [ 31 ] |